# Brigada 4 Vânători (1918-1920)
Brigada 4 Vânători a fost o mare unitate de infanterie, de nivel tactic, din Armata României, care a participat la acțiunile militare postbelice, din perioada 1918-1920, fiind formată din Regimentul 9 Vânători și Regimentul 10 Vânători. Brigada a făcut parte din compunerea de luptă a Diviziei 2 Vânători, comandată de generalul de brigade Gheorghe Dabija. :p. 311

## Compunerea de luptă
În perioada campaniei din 1919, brigada a avut următoarea compunere de luptă::p. 311
- Brigada 4 Vânători

- Regimentul 9 Vânători - comandant: colonel Gheorghe Rașoviceanu
- Regimentul 10 Vânători - comandant: colonel C. Oprescu

## Participarea la operații

### Campania anului 1919
În cadrul acțiunilor militare postbelice,  Brigada 4 Vânători a participat la acțiunile militare în dispozitivul de luptă al Diviziei 2 Vânători, participând la Operația ofensivă la vest de Tisa. În luna februarie 1919, proiectul de operații prevedea ca Brigada 4 Vânători, cu o baterie de câmp, una de obuziere de 105 mm și una de munte să fie concentrate în raionul Baia de Criș și să înainteze spre Gyula.:p. 311:p. 311

## Comandanți
- Colonel Dumitru Dumitriu (militar)